# أل ليتش
أل ليتش هو سياسي كندي، ولد في 9 ديسمبر 1935 بتورونتو في كندا. حزبياً، نشط في حزب أونتاريو المحافظ التقدمي. وقد انتخب عضو برلمان مقاطعة أونتاريو.